# Griff the Invisible
Griff the Invisible es una comedia romántica mezclada con drama  de 2010 escrita y dirigida por Leon Ford.
La historia trata sobre Griff (Ryan Kwanten), un oficinista socialmente torpe que pasa sus días siendo intimidado por sus compañeros de trabajo. Por la noche es Griff the Invisible, un superhéroe que vaga por las calles de su vecindario, protegiendo a los inocentes. A Griff se le da vuelta su mundo cuando conoce a Melody (Maeve Dermody), la joven y bella hija del propietario de una ferretería, que comparte su pasión por lo imposible. La película ganó el premio AACTA al Mejor Guion Original.
Griff the Invisible tuvo su estreno mundial en el Festival Internacional de Cine de Toronto 2010 (TIFF), donde fue bien recibido por el público "que parecía encantado por esta historia fuera de lo común". La película también se proyectó en el Festival Internacional de Cine de Berlín en febrero de 2011, donde fue bien recibido por una multitud predominantemente adolescente.
. Cele capa!

## Sinopsis
A Griff, trabajador de día, superhéroe de noche, se le cambia el mundo cuando conoce a Melody, una hermosa científica que comparte su pasión por lo imposible.

## Elenco
- Ryan Kwanten como Griff.
- Maeve Dermody como Melody.
- Toby Schmitz como Tony.
- Patrick Brammall como Tim.
- Marshall Napier como Benson.
- Heather Mitchell como Bronwyn.
- Anthony Phelan como Detective Stone.
- Kelly Paterniti como Gina.
- David Webb como Gary.
- Kate Mulvany como Cecilia.
- Chan Griffin como Top Hat.